# Trapania maculata
Trapania maculata är en snäckart som beskrevs av Haefelfinger 1960. Trapania maculata ingår i släktet Trapania och familjen Goniodorididae. Inga underarter finns listade i Catalogue of Life.